# Wasąg

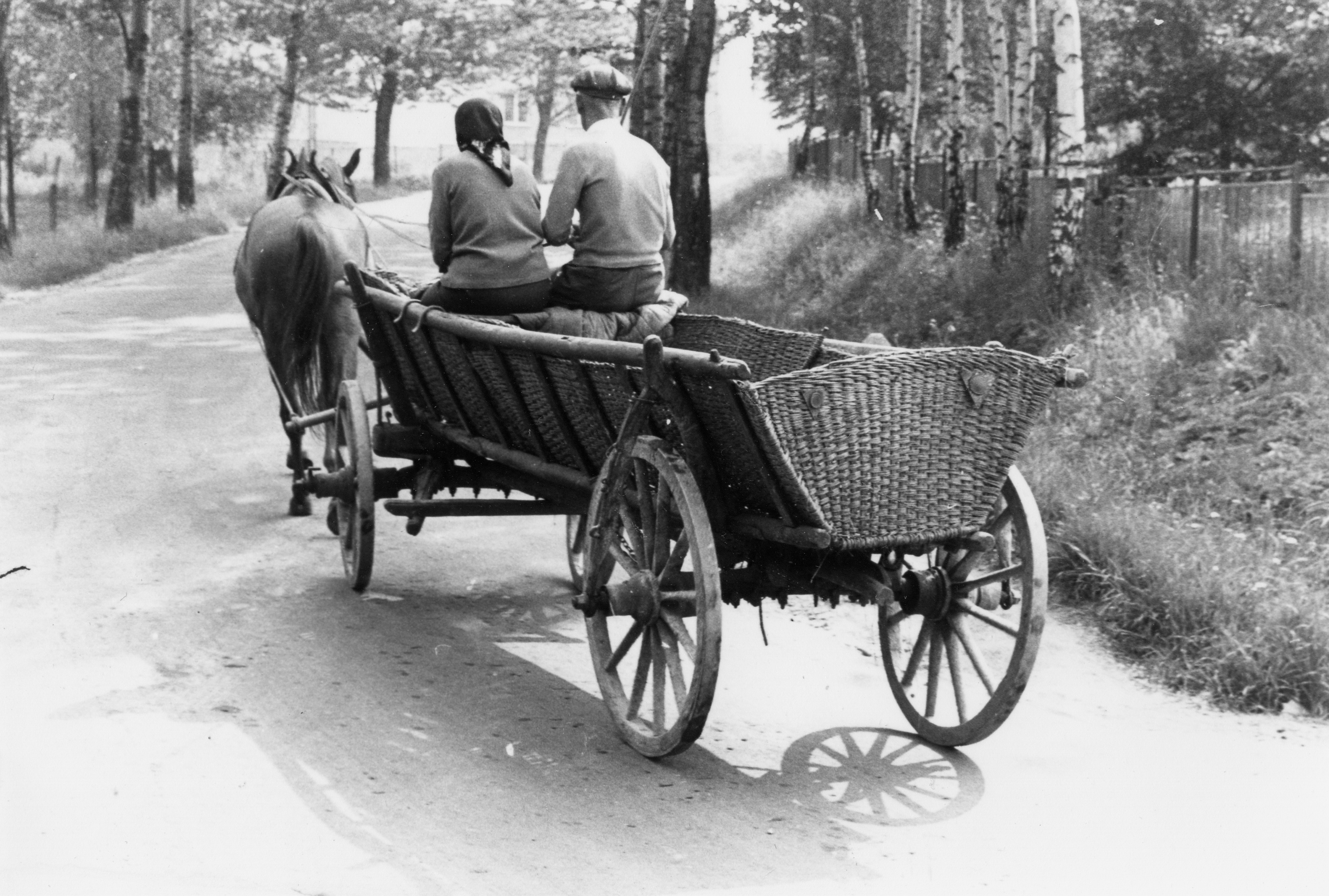
Wasąg z wyplatanym nadwoziem

Wasąg, wasążek (niem. Fassung), wózek krakowski – czterokołowy pojazd konny odkryty bez resorów lub na półresorach poprzecznych, używany na wsi. Posiada nadwozie drabinkowe oparte bezpośrednio na osiach, z wyplatanymi bokami z wikliny lub z wypełnieniem z desek, łubu, korzeni jałowca, sznurka czy słomy. Siedzenia w wasągu wykonane są ze słomy. Czasem przykryty jest budą na pałąkach. Używany w Polsce od XIX wieku do lat 70. XX wieku jako pojazd bagażowy i podróżny.
Wasąg oznacza też wyplatane nadwozie.